# جو كاسيدي
جو كاسيدي (بالإنجليزية: Joe Cassidy)‏ (14 فبراير 1894 في المملكة المتحدة - 23 يوليو 1949 بغلاسكو في المملكة المتحدة) هو لاعب كرة قدم بريطاني (وحمل سابقاً جنسية المملكة المتحدة لبريطانيا العظمى وأيرلندا) في مركز الهجوم. شارك مع منتخب اسكتلندا لكرة القدم. أما مع النوادي، فقد لعب مع بولتون واندررز وكارديف سيتي ونادي دندي ونادي دوندالك ونادي ريدنغ ونادي سلتيك ونادي كلايد ورابطة كرة القدم الاسكتلندية الحادية عشر ‏ ونادي غرينوك مورتون ونادي كلايدبانك ‏.